# Sewer z Vienne
Św. Sewer z Vienne (zm. ok. 455) – ksiądz, który ewangelizował w Vienne we Francji. Jest czczony jako święty katolicki. Sewer urodził się w Indiach i pochodził z bogatej rodziny. Jego wpis w Martyrologium Rzymskim brzmi:

„W Vienne, we Francji, św. Sewer, ksiądz i spowiednik, który podjął bolesną podróż z Indii, aby w tym mieście głosić Ewangelię i swoimi trudami i cudami nawrócił wielu pogan na wiarę w Chrystusa.“

Severus osiadł w Vienne około 430. Zmarł we Włoszech, ale jego ciało sprowadzono z powrotem do Vienne i pochowano w kościele św. Szczepana, który sam zbudował.

## Dalsze czytanie
- Gérard Lucas, Anonyme, Vita Seueri, Travaux de la Maison de l’Orient et de la Méditerranée, Lyon: MOM Éditions, 18 grudnia 2018, s. 283–287, ISBN 978-2-35668-185-0 [dostęp 2021-11-14] (fr.).
- Vita Sancti Severi Viennensis presbyteri et confessoris, „Analecta Bollandiana”, 5, 1886, s. 416–424, DOI: 10.1484/J.ABOL.4.02099, ISSN 0003-2468 [dostęp 2021-11-14].1 stycznia